# Infantaria Naval Ucraniana

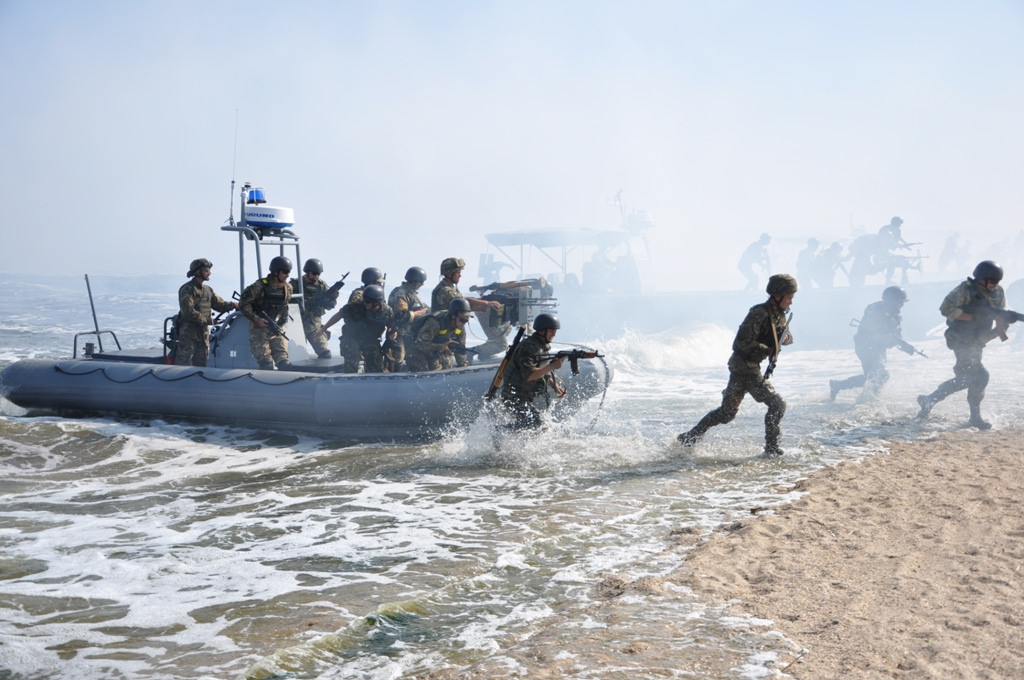
Fuzileiros navais ucranianos em treinamento de desembarque.

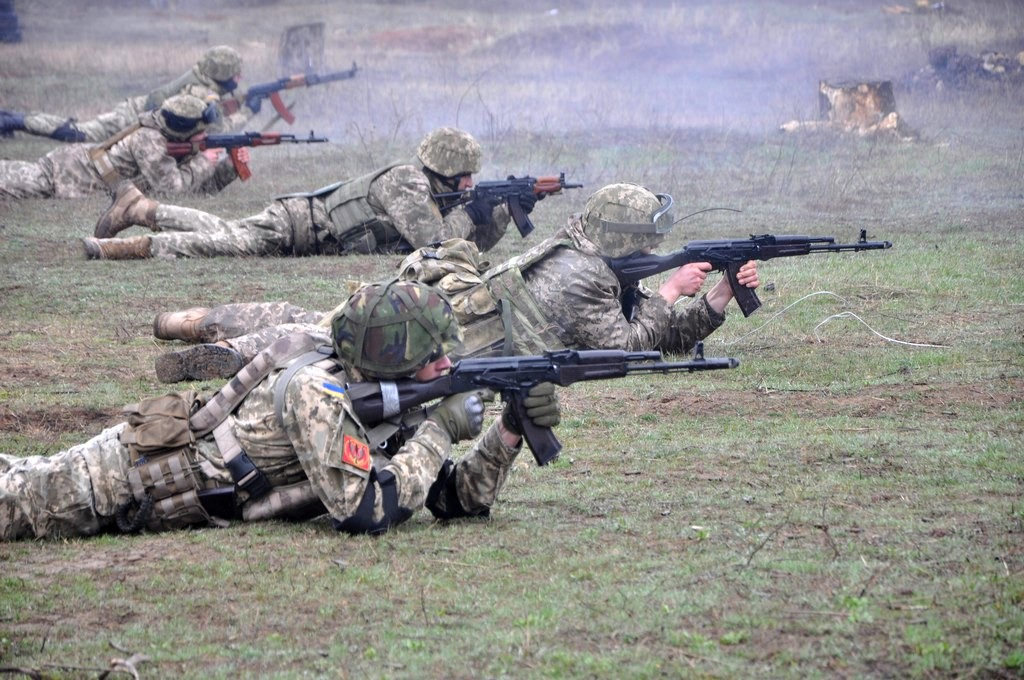
Fuzileiros da Ucrânia.

A Infantaria Naval (em ucraniano:  Морська піхота) é o corpo de Fuzileiros navais parte das tropas de defesa costeira da Marinha da Ucrânia. É usado como componente de operações aéreas anfíbias, aéreas e anfíbias, isoladas ou de acordo com formações e unidades do Exército para capturar partes do litoral, ilhas, portos, bases de frotas, aeródromos costeiros e outros objetos da costa do inimigo. Também pode ser usado para defender bases navais, áreas vitais da costa, ilhas separadas e objetos de costa, segurança de áreas hostis.

## Missão
As missões da Infantaria Naval são para:
- Agir de forma independente durante os ataques do inimigo instalações navais, portos, ilhas e zonas costeiras
- Limpar as áreas costeiras do inimigo e forneça segurança durante o pouso da força principal[3]